# Neuropilo

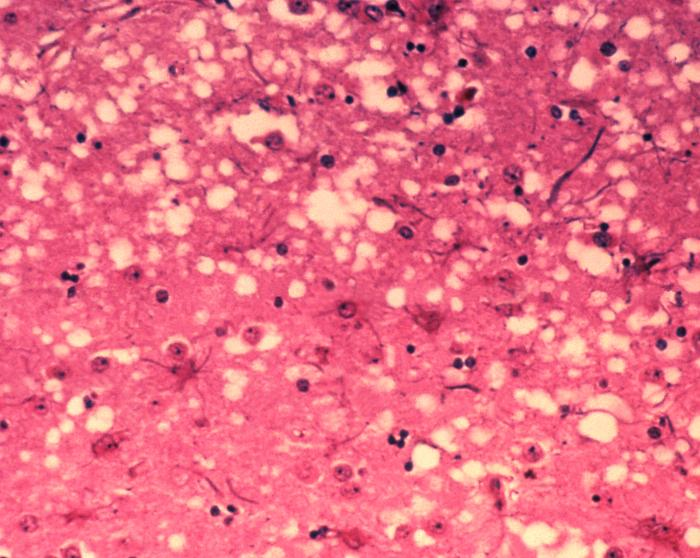
Microfotografía de la sustancia gris de un cerebro bovino afectado por BSE; se observa perfectamente la matriz fibrilar acidófila intercalada tras los somas neuronales que es la que constituye el neuropilo. Tinción Hematoxilina-Eosina.

En neuroanatomía, el neuropilo (del griego νεῦρον nêuron, nervio, y πῖλος pîlos, "fieltro, urdimbre") es la región que se encuentra comprendida entre varias estructuras de las neuronas de la sustancia gris ya sea del encéfalo o de la médula espinal.

## Estructura

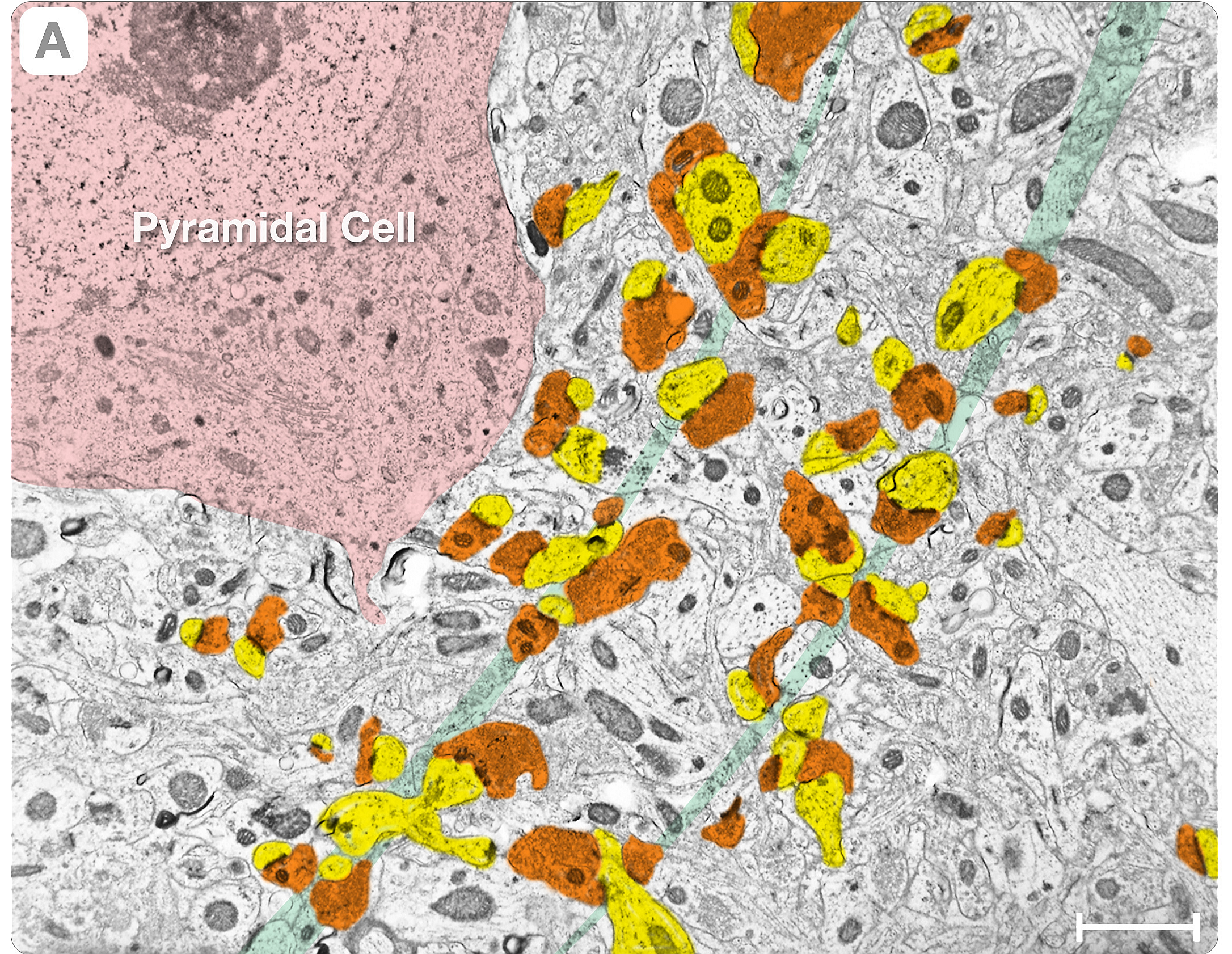
Neuropilo en la Corteza cerebral.
Soma de neurona piramidal (arriba en rosa);
pre-sinápticas se colorearon en naranja;
post-sinápticas en amarillo.

El neuropilo está formado por sectores anatómicos y fisiológicos dentro de la sustancia gris. Cada uno contiene: varios cuerpos de neuronas, las sinapsis y la glía que se agrupan con alta densidad en la materia gris de los tejidos cerebrales y  medulares, donde ocurre el almacenamiento y procesamiento de la información. 

### Ultraestructura
Cada Neuropilo contiene varios cuerpos (somas) de neuronas. 
Se compone además de un «ovillo» denso de terminales de axones, de dendritas y de células gliales (astrocitos, microglía y oligodendrocitos). También comprende las conexiones o sinapsis formadas entre las ramificaciones axónicas presinápticas y las dendríticas postsinápticas.

Se excluye generalmente de la definición de neuropilo a la substancia blanca.